# Gulbarga
 (janvier 2023).
 Gulbarga  ou Kalaburagi (kannada : ಕಲಬುರಗಿ)  est une ville de l'État du Karnataka en Inde, située dans le district éponyme.

## Géographie
Elle est reliée à Bombay, Bangalore, Hyderabad par la ligne ferroviaire.
La population, composée de 45 % de femmes et de 55 % d'hommes, est alphabétisée à 67 %. Elle est à 64 % hindoue, à 34 % musulmane et à 2 % d'autres religions, elle parle principalement l'ourdou et le kannada.

## Économie
Elle est tournée vers la mer, la pêche, le commerce et le tourisme.

## Histoire
Du XVIIIe siècle à l'annexion par l'Inde en 1948, elle faisait partie de la Principauté d'Hyderabad.

## Lieux et monuments
La ville compte de nombreux monuments religieux : le temple de Sharanabasaveshwar, le Shri Sadguru Dattatreya Narasimha Saraswati qui accueille des pèlerins, le Dargah de Khwaja Banda Nawaz (en) (XVe siècle) et la Jama Masjid Gulbarga (en) construit au XIVe siècle, tous deux de style indo-musulman.

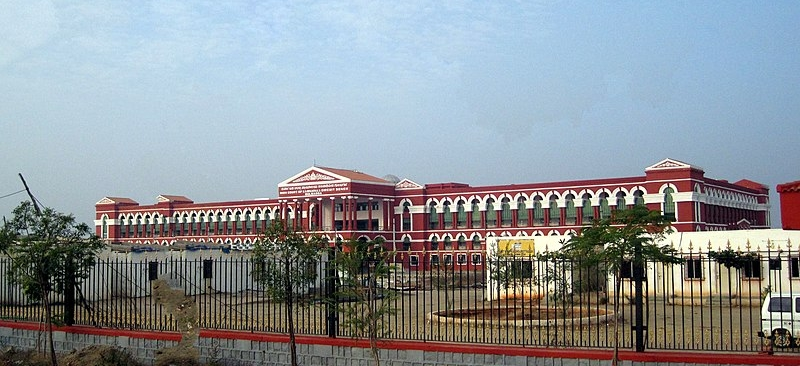
Le bâtiment de la Haute cour à Karnataka.
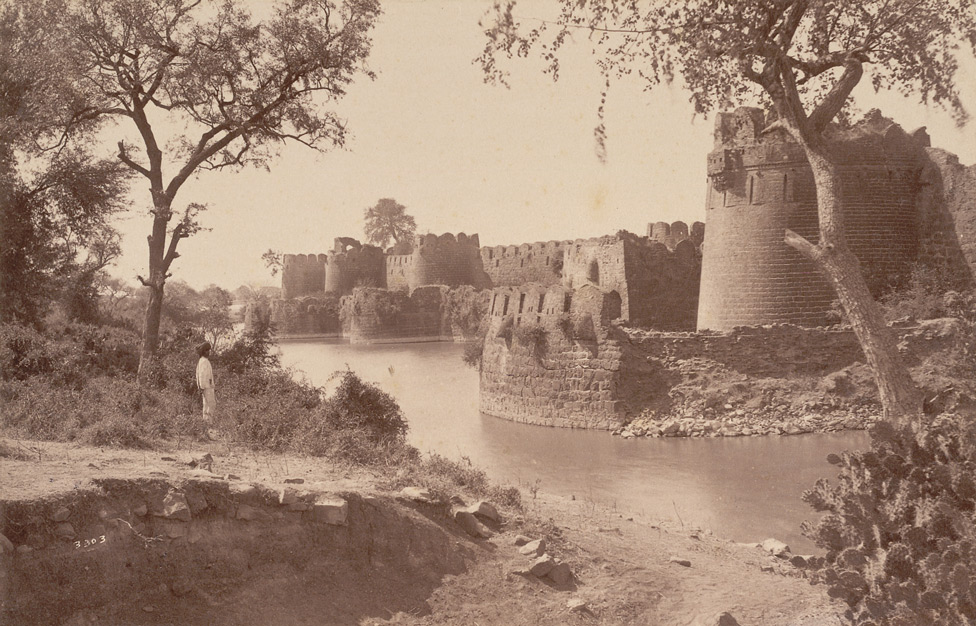
Le fort en 1880.
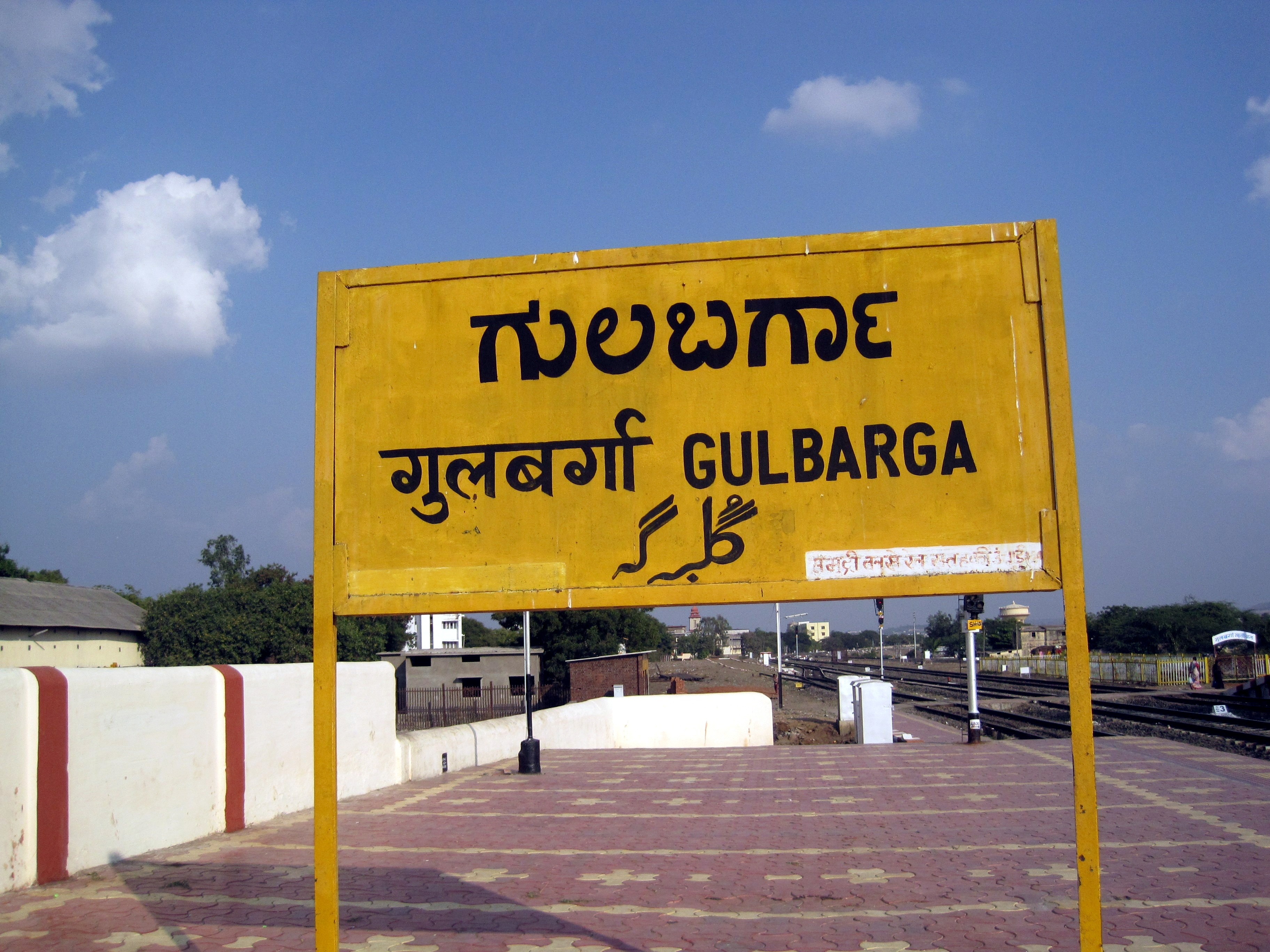
La gare.
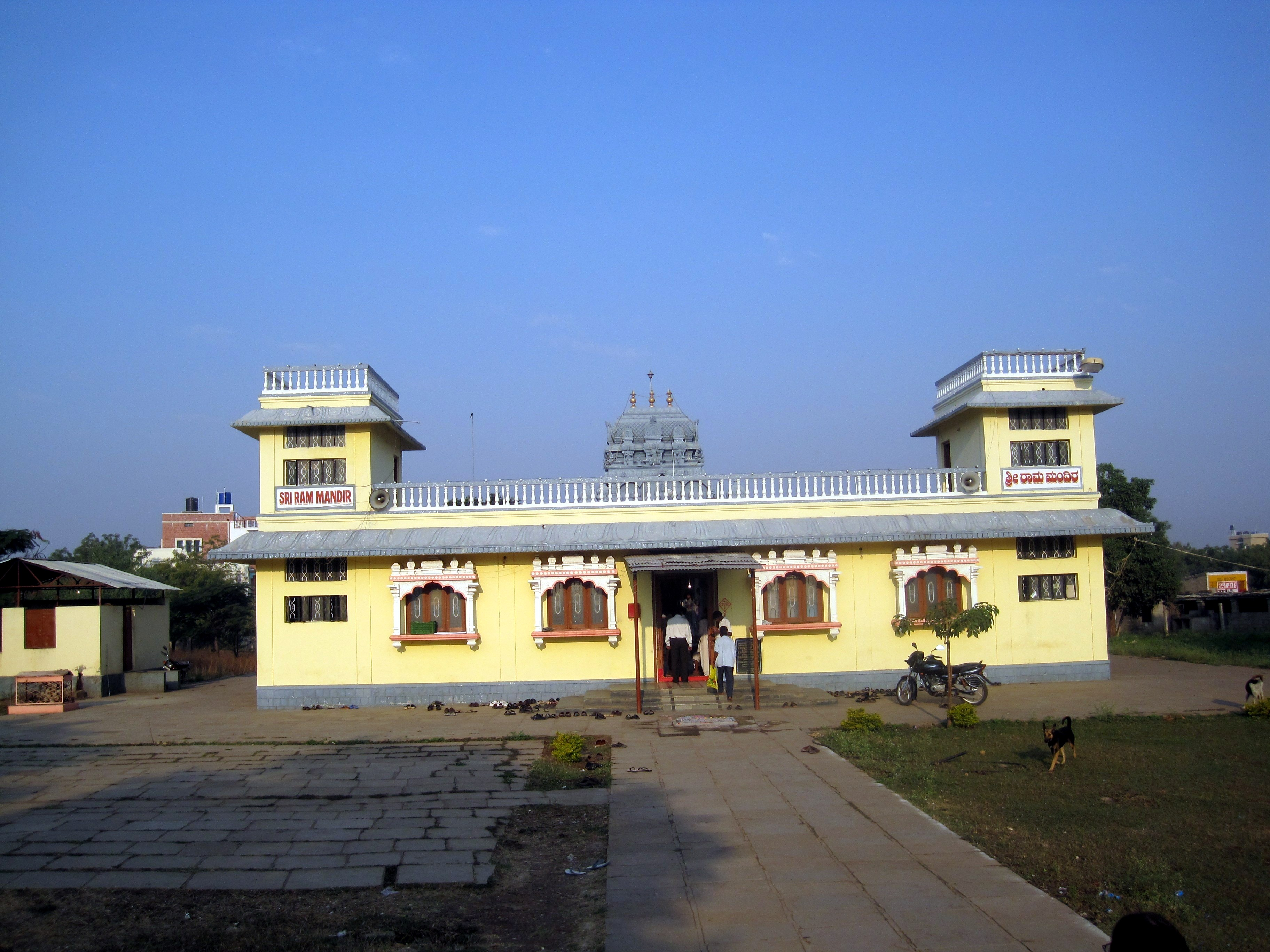
Entrée du temple dédié à Râma.